# Stadion Avanhard
Stadion Avanhard (Стадіон «Авангард») je stadion, jež se nachází ve městě Pripjať a spolu se sportovním areálem a bazénem Lazurnyj byl důležitou částí sportovní infrastruktury. Má běžeckou trať, jednu tribunu, která je vybavena lavičkami a uprostřed se nachází průchod. Všechny lavice jsou s opěradly. První řada je umístěna na výšce dva metry.
Byl postaven v 70. letech 20. století, otevřen v roce 1979. Stadion chátrá již od 26. dubna 1986, kdy bylo město Pripjať evakuováno v důsledku černobylské jaderné katastrofy. Samotný stadion se nachází na ulici Gidroprojektovskaja 2 (rusky Гидропроектовская 2) nedaleko od školy № 5, na severu města. Nedaleko od stadionu je pripjaťský zábavní park. Avanhard byl domácím stadionem pro fotbalový klub Stroitěl Pripjať.
Záběry stadionu se objevili v celovečerním filmu Michaila Belikova „Распад“ (Rozpad), ze kterého je známá epizoda, v níž přelétá vrtulník nad Pripjatí. Film byl natáčen v letech 1989—1990 a jsou v něm závěry stadionu v takovém stavu, ve kterém se nacházel těsně po katastrofě a opuštění. Byl postaven v polovině 80. letech.

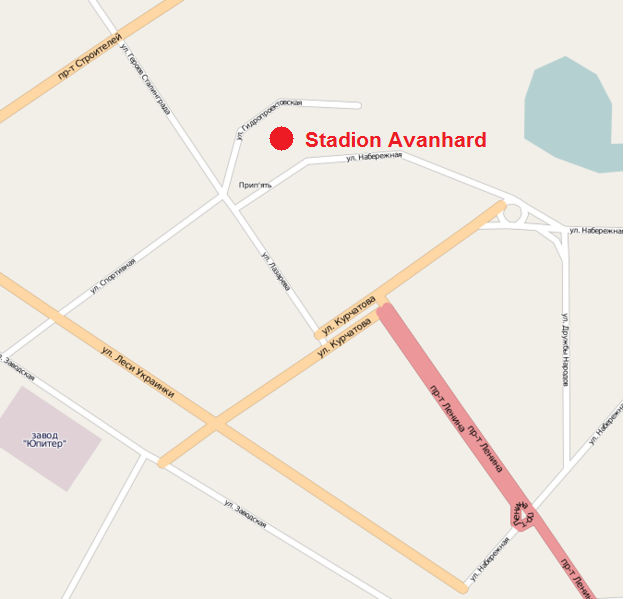
Umístění stadionu Avanhard

V současné době je stadion silně zarostlý.

## S.T.A.L.K.E.R.: Shadow of Chernobyl
Dobře jej mohou znát fanoušci počítačových her. Sportovní areál je součástí herního světa S.T.A.L.K.E.R.: Shadow of Chernobyl, kde ale tvůrci hry poněkud zkreslil jeho vzhled. Ve hře jsou dvě tribuny na obou stranách namísto jedné. 
Důležitou funkci v příběhu hry sice nezaujímá, ale slouží jako přechod do lokace s Černobylskou jadernou elektrárnou. Na konci mise protagonista běží ke stadionu a dostane se k Černobylské jaderné elektrárně.
Stadion může být právem považován za „Klondike artefaktů“. Na jeho místě je mnoho anomálií a levnějších artefaktů, například Noční hvězda. Žije zde mnoho mutantů, například snorkové, pseudogigantové, tarbíci, flaksy a kanci.

## Galerie

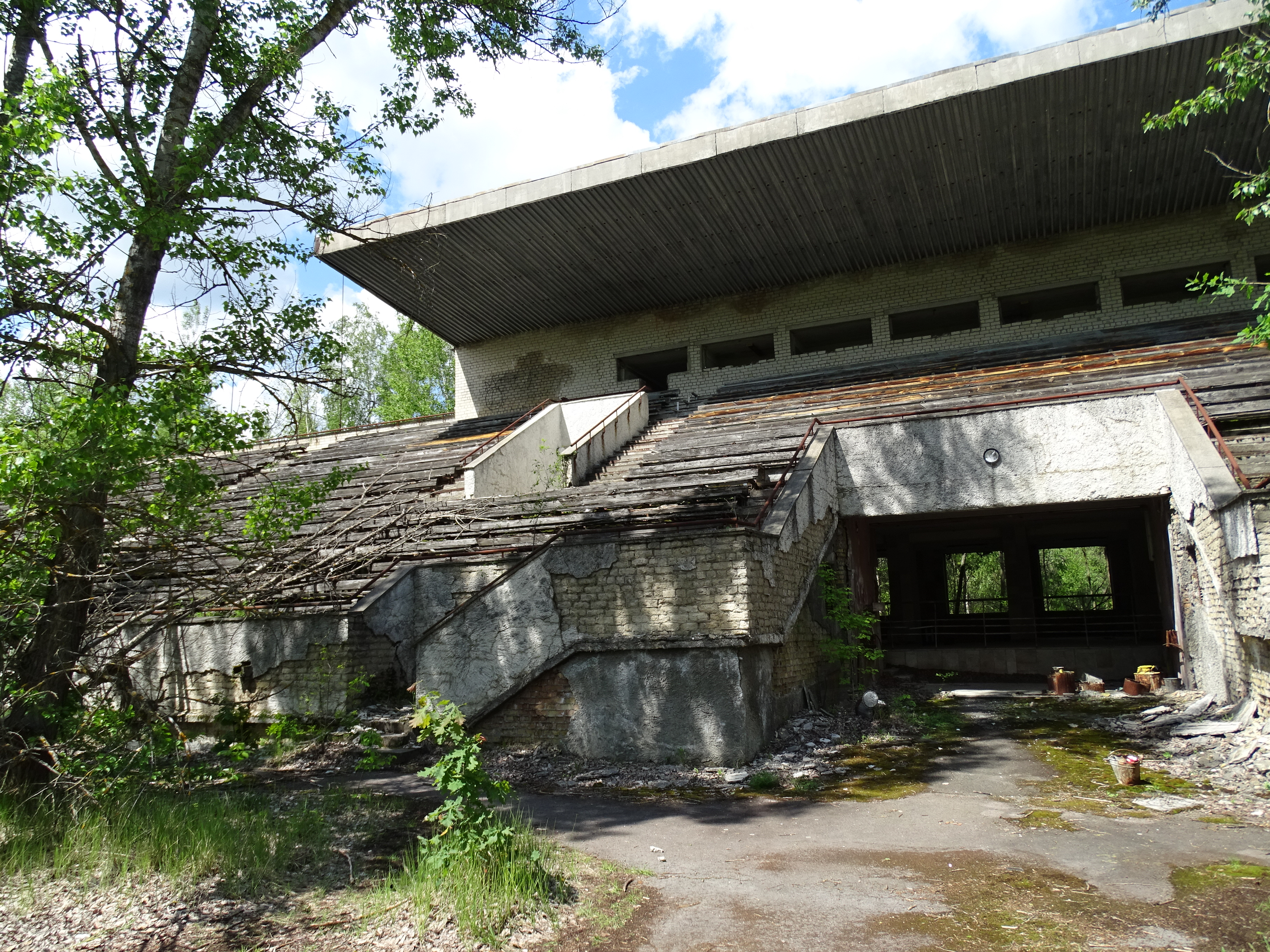
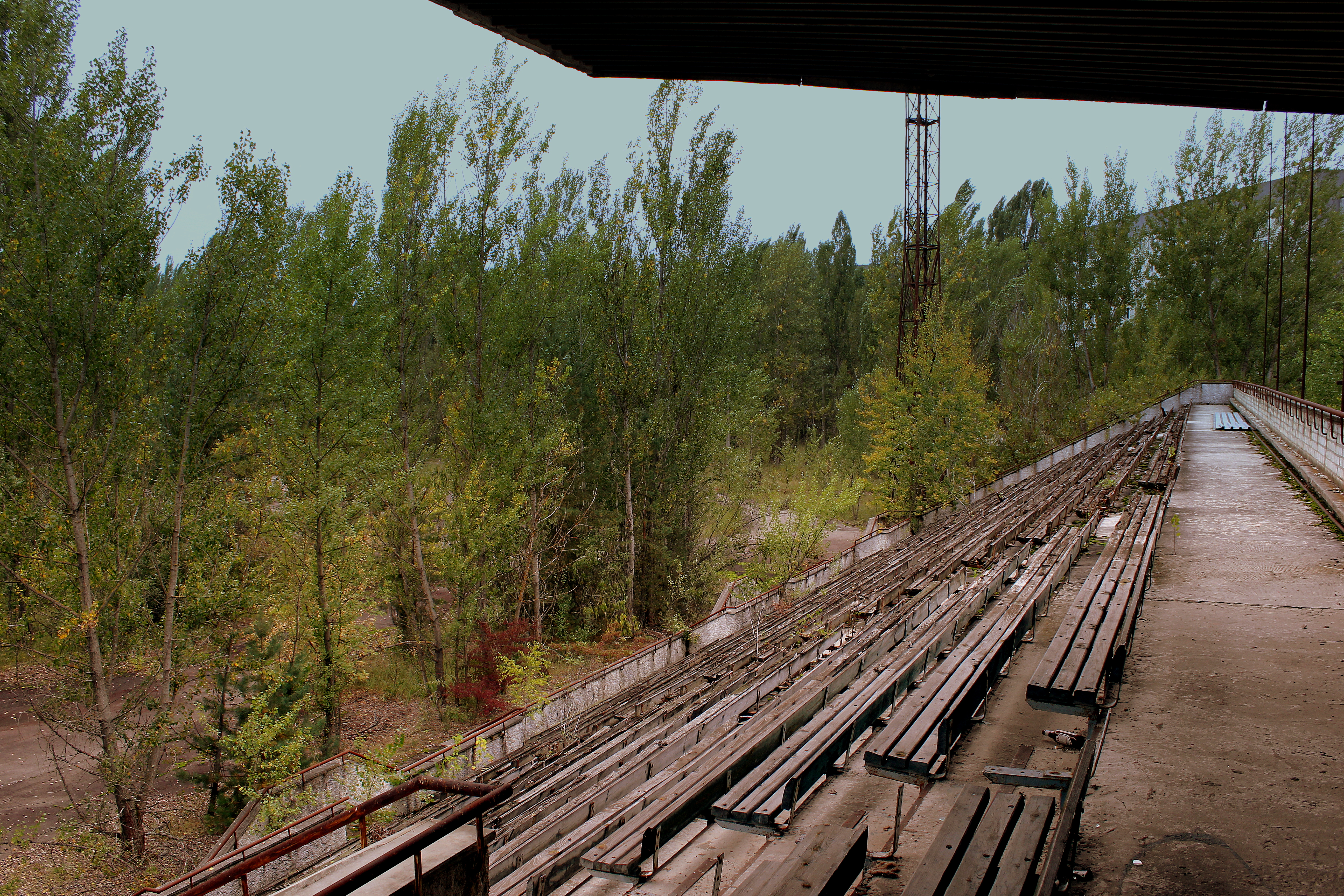
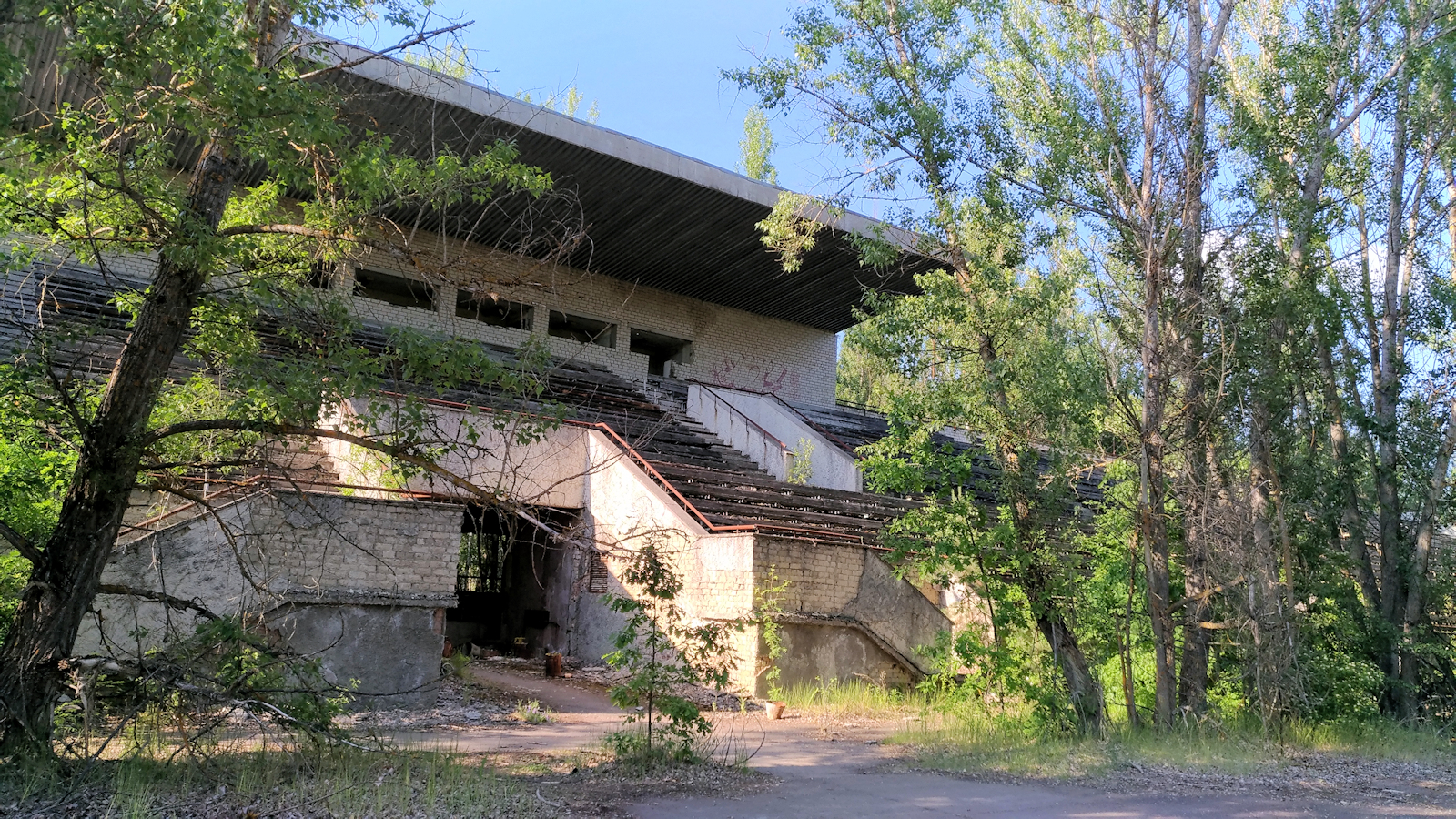
Hlavní tribuna v červnu 2019
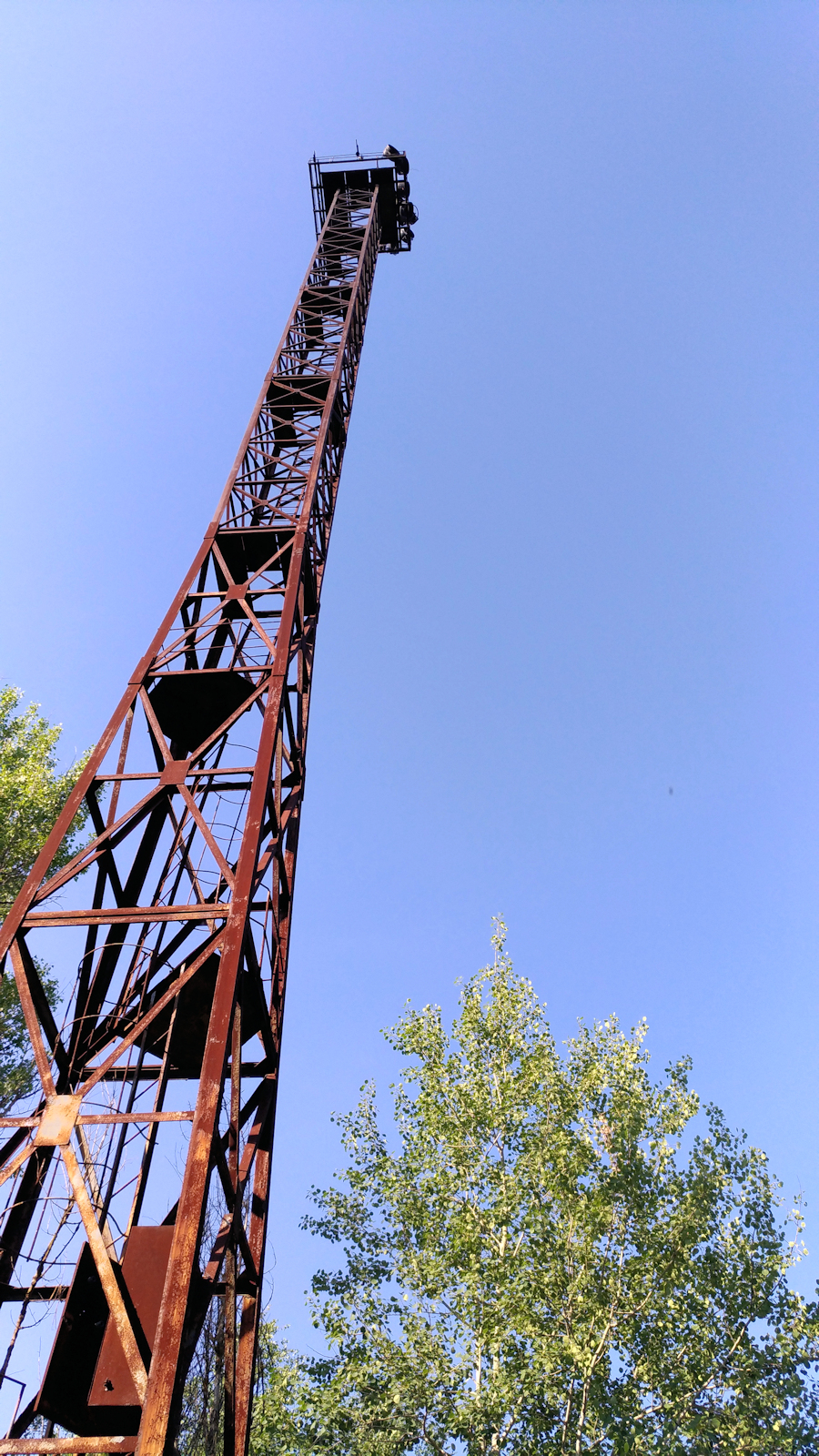
Osvětlovací stožár (2019)